# Rue d'Octobre
La rue d'Octobre (Октя́брьская у́лица, Oktiabrskaïa oulitsa) (entre 1918 et 1951: la rue du Grand Octobre; avant 1918 la grande rue de la Noblesse pour une partie de la rue et la petite rue de la Noblesse pour une autre) est une des rues centrales de la ville de Vologda dans le nord-ouest de la Russie. Elle rend hommage à la révolution d'Octobre. Elle commence rue de la Paix et se termine rue Mokhova. La partie de la rue d'Octobre de la rue de la Paix jusqu'à la rue de Léningrad marque la limite avec les quartiers historiques de la ville et le district de Verkhni Possad; et celle de la rue de Léningrad à la rue Mokhova fait partie du quartier historique de Verkhni Possad. La rue Kirov se termine rue d'Octobre.

## Histoire
À la fin du XVIe siècle,  le tracé de la rue d'Octobre actuelle longeait le rempart Sud du kremlin de Vologda. En 1823,  l'on démolit les remparts pour percer des boulevards. En 1937,  le rue est réaménagée et les pavés recouverts d'asphalte en 1958.

## Édifices remarquables

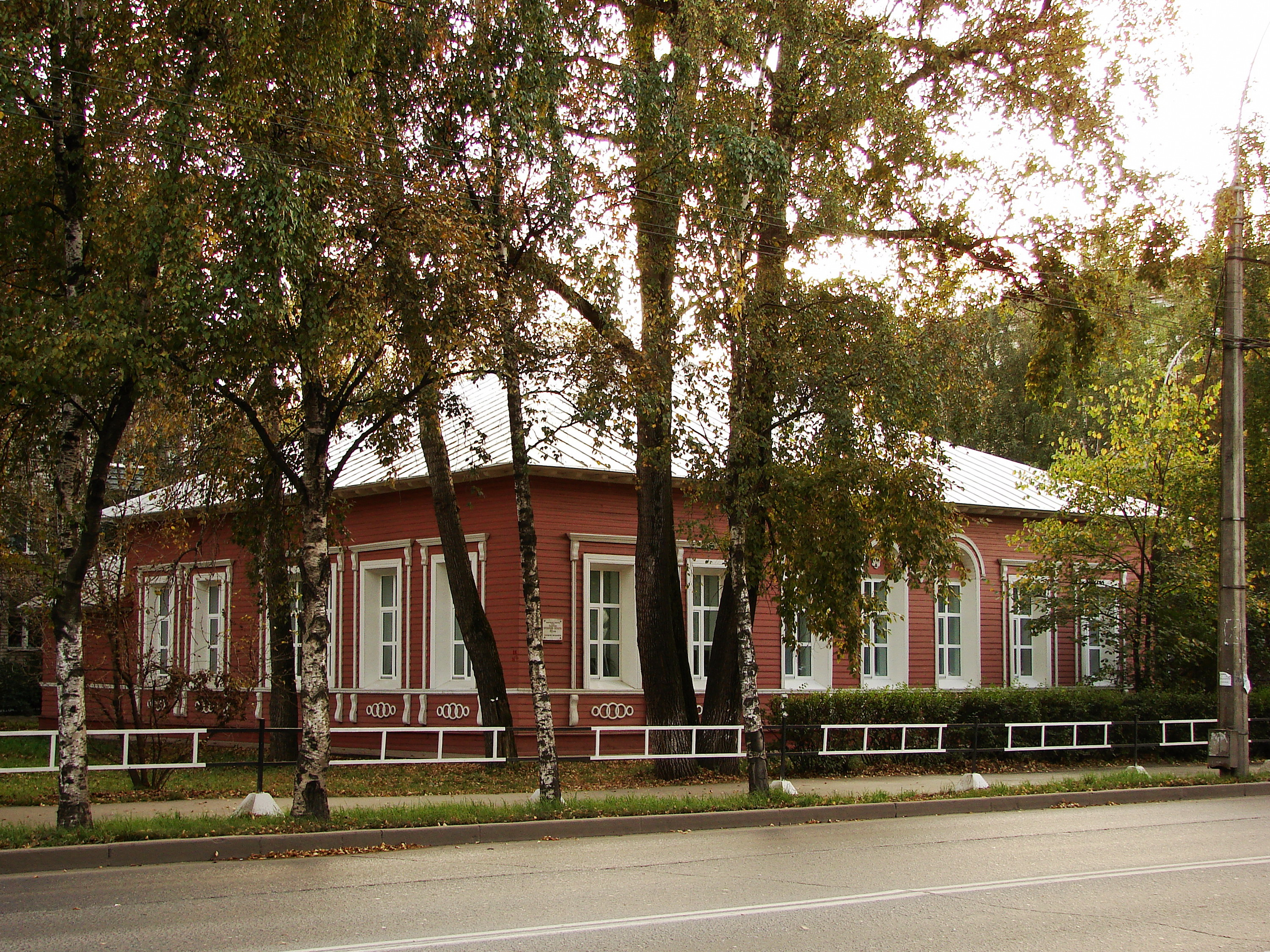
Maison au n° 17. Classée.

- N° 2: Maison du Peuple de la rue Pouchkine, édifice classé [3];
- № 17: Maison de bois avec entresol, seconde moitié du XIXe siècle, édifice classé[4];
- N° 43: Maison de bois avec mezzanine, 1881, édifice classé[5]. Dans les années 1910, cette maison appartenait aux descendants de l'aristocrate Anna Popova[6];
- N° 46, 46А — ensemble de l'église Saint-Vladimir avec clochers.

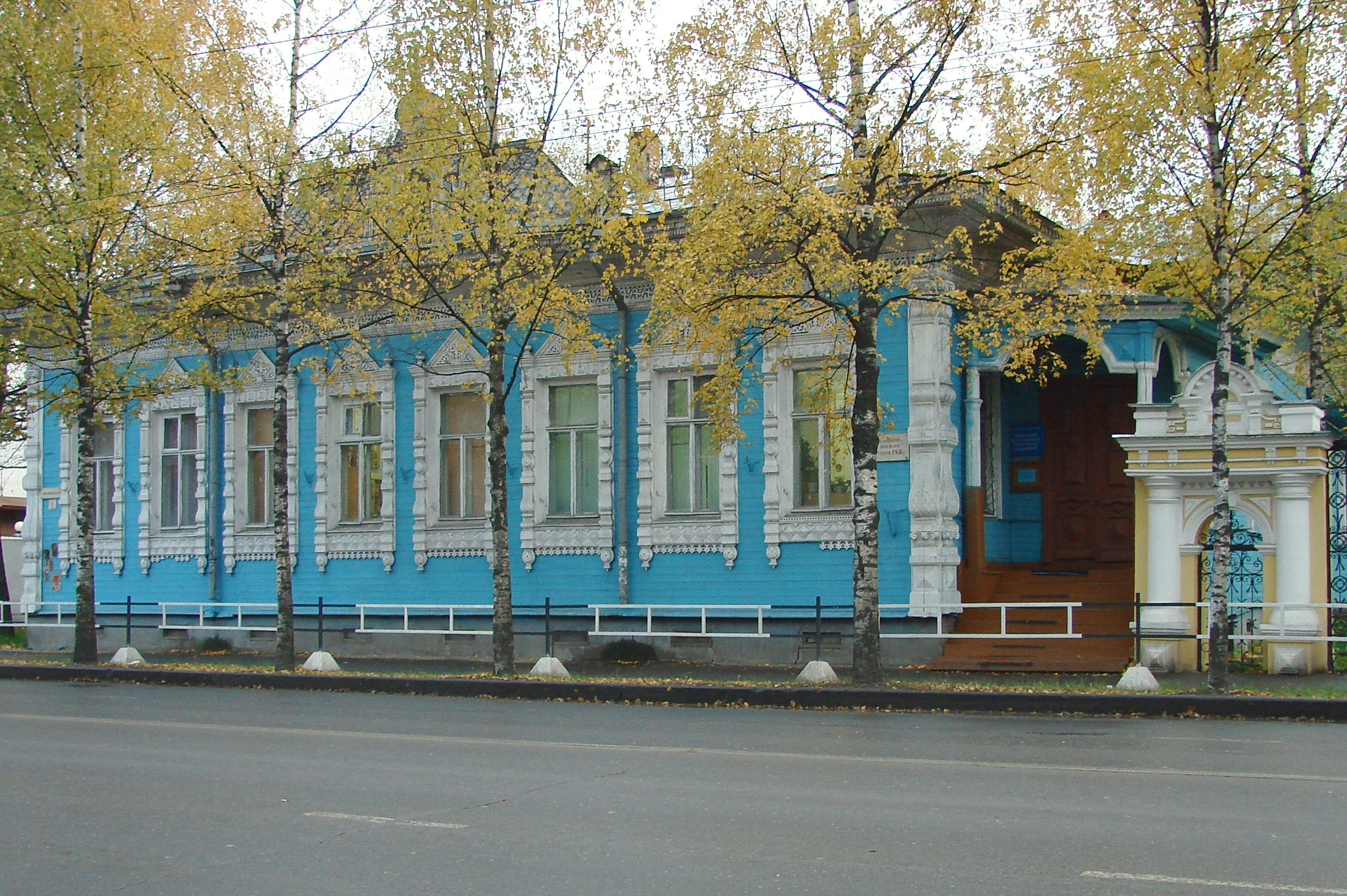
Maison bourgeoise au n° 11.
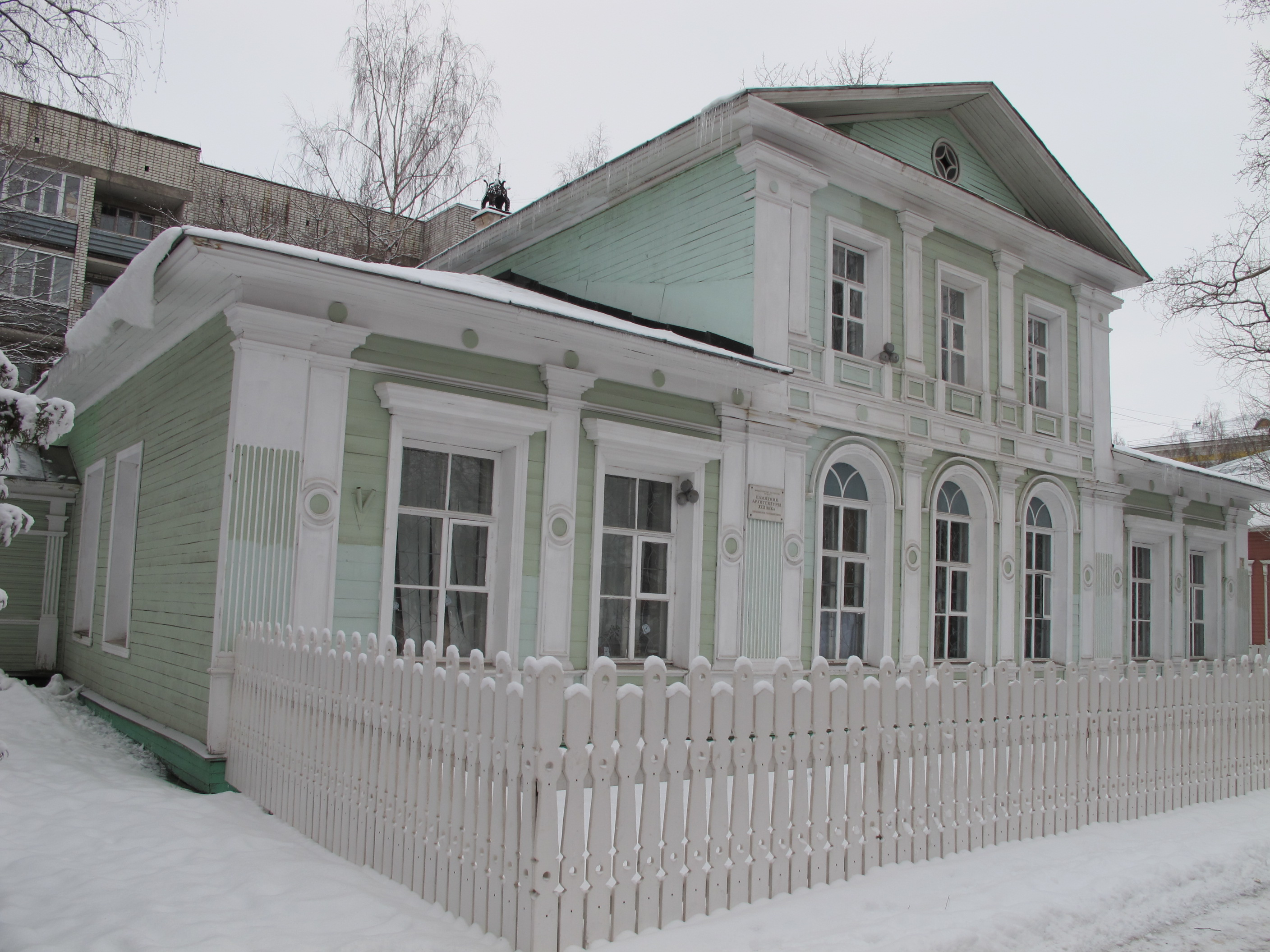
Maison de bois de style néoclassique au n° 15.
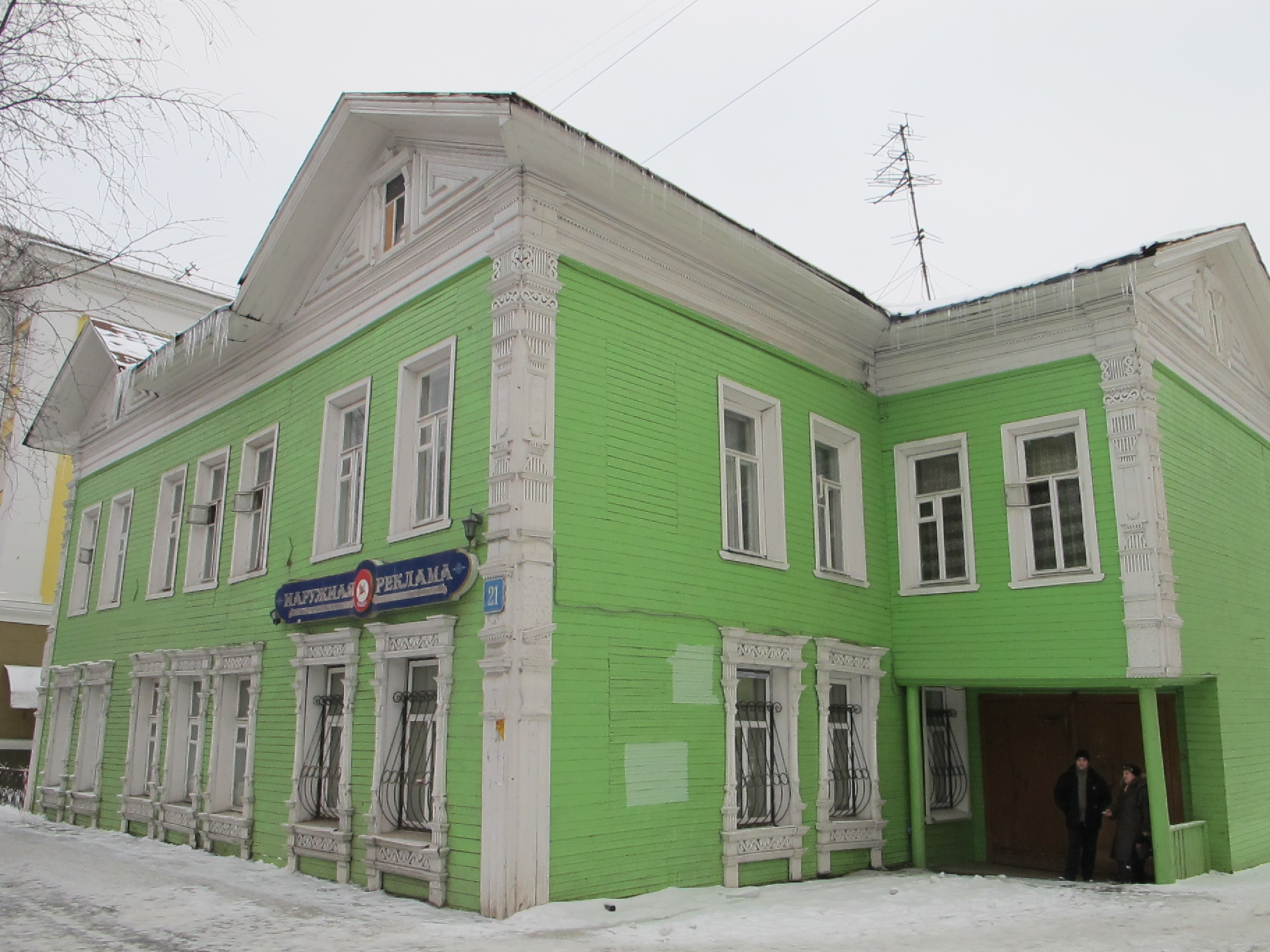
Maison au n° 21.